# Atraphaxis bracteata
Atraphaxis bracteata Losinsk. – gatunek rośliny z rodziny rdestowatych (Polygonaceae Juss.). Występuje naturalnie w Mongolii oraz Chinach (w prowincjach Gansu, Qinghai i Shaanxi, a także regionach autonomicznych Sinciang, Ningxia i Mongolia Wewnętrzna). 

## Morfologia
PokrójZrzucający liście krzew dorastający do 1–1,5 m wysokości.
LiścieIch blaszka liściowa jest skórzasta i ma podłużny, eliptyczny lub lancetowaty kształt. Mierzy 15–35 mm długości oraz 8–20 mm szerokości, ma zaokrągloną nasadę i tępy wierzchołek. Ogonek liściowy jest nagi i osiąga 1–3 mm długości. Gatka ma obły kształt i dorasta do 6–8 mm długości.
KwiatyZebrane w grona, rozwijają się na szczytach pędów. Listków okwiatu jest 5, mają kształt od owalnego do nerkowatego i zielono-białawą lub różową barwę, mierzą do 4–8 mm długości.
OwoceTrójboczne niełupki o jajowatym kształcie, osiągają 5 mm długości.

## Biologia i ekologia
Rośnie na wydmach. Występuje na wysokości do 1500 m n.p.m. Kwitnie od czerwca do sierpnia.